# Le Comte de Monte-Cristo (film, 1934)
Pour les articles homonymes, voir Le Comte de Monte-Cristo (homonymie).
Pour plus de détails, voir Fiche technique et Distribution.
Le Comte de Monte-Cristo (The Count of Monte Cristo) est un film américain en noir et blanc sorti en 1934, adapté du livre d'Alexandre Dumas du même nom. Il a été réalisé par Rowland V. Lee et interprété par les acteurs Robert Donat, Elissa Landi et Louis Calhern.

## Synopsis
Après que des hommes cupides ont injustement emprisonné Edmond Dantès pendant vingt ans, pour avoir livré innocemment une lettre destiné à Napoléon qui lui avait été confiée, il s'échappe de prison pour se venger d'eux.

## Fiche technique
- Scénario : Philip Dunne, Dan Totheroh, Rowland V. Lee, d'après le roman d'Alexandre Dumas
- Photographie : J. Peverell Marley
- Musique : Alfred Newman
- Montage : Grant Whytock
- Costumes : Gwen Wakeling
- Production : Edward Small
- Format : Noir et blanc
- Langue : anglais
- Durée : 113 minutes (1h53)
- Date de sortie : 
  - États-Unis : 29 août 1934

## Distribution
- Robert Donat : Edmond Dantès
- Elissa Landi : Mercedes de Rosas
- Louis Calhern : Raymond de Villefort Jr.
- Sidney Blackmer : Fernand de Mondego
- Raymond Walburn : Danglars
- Juliette Compton : Clothilde
- Luis Alberni : Jacopo
- Lawrence Grant : De Villefort Senior
- O.P. Heggie : Abbé Faria
- William Farnum : Capitaine Leclere
- Lionel Belmore : Gouverneur de la prison
- Clarence Wilson : Fouquet
- Douglas Walton : Albert Mondego
- Irene Hervey : Valentine
- Holmes Herbert : le juge
- Joan Woodbury (non créditée) : une danseuse
- Ferdinand Munier : Louis XVIII
- Paul Irving : Napoléon
- Walter Walker : Morel
- Leon Ames : Beauchamp
- Niles Welch (non crédité) : un agent de Villefort
- Clarence Geldart (non crédité) : un docteur
- Paul Fix

## Autour du film
- Dans le film Minority Report, ce film est diffusé pendant que John Anderton récupère de son opération des yeux.
- Dans le film V pour Vendetta réalisé par James McTeigue en 2006, V et Evey Hammond regardent ce film à la télévision. V précise qu'il s'agit de son film préféré.